# Nautilocalyx lucianii
Nautilocalyx lucianii là một loài thực vật có hoa trong họ Tai voi. Loài này được (Linden & E. Fourn.) Wiehler mô tả khoa học đầu tiên năm 1978.